# كارديتو
كارديتو، (بالإنجليزية: Cardito)‏، (الإيطالية:Cardít)، هي بلدة صغيرة و(بلدية) مدينة نابولي، في إقليم كامبانيا الإيطالي، وتقع على بعد حوالي 14 كم (8.7 ميل) شمال شرق نابولي.

## السكان
في سنة 1861 بلغ عدد السكان 3٬987 نسمة، وتطور العدد ليصل في سنة 2011 لـ 22٬322 نسمة.
يظهر هذا المخطط البياني تطور النمو السكاني لـ كارديتو